# Classe Etna (incrociatore 1885)
Le unità della Classe Etna sono stati incrociatori corazzati di seconda classe della Regia marina Italiana.

## Caratteristiche
Il progetto iniziale delle classe Etna venne creato dall'ispettore ingegnere nonché generale Carlo Vigna sulla base della nave Bausan, di progettazione inglese. Tale progetto prevedeva la produzione di quattro ariete torpediniere, la prima delle quali chiamata Etna, le altre Vesuvio, Stromboli ed Ettore Fieramosca. Inizialmente classificate come ariete torpediniere, al momento del varo vennero riclassificate incrociatori protetti di 2ª classe.
La lunghezza della navi era 86,4 m tra le perpendicolari, larga 13,0 m e un pescaggio medio di 5,8 m e un equipaggio di 12 ufficiali e 296 tra sottufficiali, graduati e comuni. La propulsione era costituita da due motrici alternative, ciascuna delle quali collegata ad un'elica, il cui vapore fornito da quattro caldaie cilindriche a doppia estremità, alimentate a carbone, che sviluppavano una potenza di 6 820 cavalli vapore (5 020 kW) e consentivano alla nave di raggiungere una velocità massima di 17 nodi (31 km/h) con un'autonomia di 3 500 nodi (6 500 km/h).
L'armamento principale delle navi consisteva in due cannoni Armstrong da 254 mm/20 a retrocarica montati su barbette a prua e a poppa, sei cannoni da 152 mm/32, a retrocarica che venivano trasportati lungo i lati della nave, cinque cannoni Hotchkiss da 57 millimetri e cinque cannoni Hotchkiss da 37 mm./20 e quattro tubi lanciasiluri da 356 mm, uno montato a prua sott'acqua e gli altri tre sopra l'acqua. La protezionea era costituita con un ponte corazzato sotto la linea di galleggiamento con uno spessore massimo di 38 mm e una corazza di 13 mm proteggeva la torre di comando.
L'armamento venne più volte modificato a tutti e quattro i vascelli di questa classe. Le più significative modifiche furono quelle del 1900 e del 1907 che incrementarono i calibri, la gittata ed aumentata la cadenza di tiro.

## Storia
La capoclasse Etna dopo l’entrata in servizio svolse prevalentemente attività di grandi manovre e d'addestramento fino al 1893 per poi prestare servizio nelle acque del Nord e Sud America fino alla fine del 1895. In seguito fu di stanza nel Mar Rosso durante la prima guerra italo-abissina del 1895-1896 e poi sostenne gli interessi italiani durante la rivolta di Creta del 1897-1898. La nave fu poi trasferita in Estremo Oriente, tornando in Patria nel 1902. La nave fu disarmata nello stesso anno e ammiraglia del Comando Superiore Torpediniere nel 1904. La nave fu ricostruita tra il 1905 e il 1907, la sua sovrastruttura fu ampliata e vennero installati due cannoni da 120 mm, uno a prua e uno a poppa, oltre a quattro cannoni da 6 pollici, due per lato. Ha poi servito come nave scuola dopo la sua ricostruzione fino all'inizio della prima guerra mondiale, quando venne utilizzata come quartier generale in porto e successivamente come difesa portuale, poi come deposito ed infine come quartier generale del Comando di Marina a Taranto.
Stromboli, Vesuvio ed Ettore Fieramosca parteciparono alle Manovre Navali del 1893. Stomboli ed Ettore Fieramosca parteciparono successivamente alle Manovre Navali del 1896. Nave Stromboli fu inviata in Estremo Oriente nel 1899 mentre nel 1900 furono Vesuvio ed Ettore Fieramosca ad essere inviate in Estremo Oriente, per la repressione, in Cina, della rivolta dei Boxer come parte dell'Alleanza delle otto nazioni, evento che portò successivamente il Regno d'Italia ad ottenere una concessione commerciale nell'area della città di Tientsin.
Nave Stromboli fece ritorno in Italia nel 1901 e posto in riserva servendo come nave munizioni prima di essere radiato nel 1907 e venduto per demolizione nel 1911.
Nave Vesuvio dopo essere stata dispiegata una seconda volta in Estremo Oriente dal 1906 al 1909, venne posta in riserva, e venne radiata l'11 maggio 1911 e successivamente venduta per demolizione nel 1915.
L'Ettore Fieramosca dopo il ritorno in Italia dalla Cina fece una crociera al largo dell'Africa orientale nel 1905, quindi attraversò l'Atlantico e fece una serie di visite nei porti del Sud America. La nave poi rqaggiunse Boston nel novembre 1906. Dopo il suo ritorno in Italia venne radiato il 15 luglio 1909 e venduto ceduta per demolizione il 15 maggio 1911.

## Unità della Classe
| Nave              | Cantiere            | Impostazione     | Varo              | Completamento    | Radiazione     | Destino finale                            |
| ----------------- | ------------------- | ---------------- | ----------------- | ---------------- | -------------- | ----------------------------------------- |
| Etna              | Castellammare       | 19 gennaio 1884  | 26 settembre 1885 | 2 dicembre 1887  | 15 maggio 1921 | Venduto per demolizione                   |
| Stromboli         | Arsenale di Venezia | 31 agosto 1884   | 4 febbraio 1886   | 20 marzo 1888    | 10 marzo 1907  | Venduto per demolizione nel 1911          |
| Vesuvio           | Orlando-Livorno     | 10 luglio 1884   | 21 marzo 1886     | 16 marzo 1888    | 11 maggio 1911 | Venduto per demolizione nel 1915          |
| Ettore Fieramosca | Orlando-Livorno     | 31 dicembre 1885 | 30 agosto 1888    | 16 novembre 1889 | 15 luglio 1909 | Venduto per demolizione il 15 maggio 1911 |